# 二人だけの世界 (あじさいの曲)
「二人だけの世界」（ふたりだけのせかい）は、あじさいのシングル。2006年10月18日にポニーキャニオンから発売された。

## 概要
本作の発売は同年に木梨憲武（とんねるず）が開催したライブ『NORITAKE GUIDE III』で「二人だけの世界」「ことばなんていらない」「alone」を披露し、会場内からCD化を熱望する声が多くあがったことに起因する。
当時BARKSでは「二人だけの世界」のPV視聴と楽曲試聴を行っていた。
リリース日である10月18日には、本作及びDVD『NORITAKE GUIDE 3』に封入されている特典応募ハガキまたは応募券を持った購入者を対象としたリリース・パーティが開催され、抽選で当選した者のみ参加できる仕組みになっていた。

## 収録曲
- 収録時間：18:43[3]

1. 二人だけの世界 (5:10[3])
（作詞：EQ・ma-saya　作曲：EQ　編曲：EQ）
2. ことばなんていらない(3:41[3])
（作詞：ma-saya　作曲：EQ　編曲：EQ）
3. alone(4:42[3])
（作詞：椎名可憐　作曲：EQ　編曲：EQ）
4. 二人だけの世界（backing vocal）(5:10[3])